# Друга битка за Доњецки аеродром
Друга битка за Доњецки аеродром се одиграла између Украјине и проруских снага Доњецке Народне Републике од 28. септембра 2014. до 21. јануара 2015. године.

## Догађаји
Борба између сепаратистичких снага повезаних са Доњецком Народном Републиком (ДНР) и украјинских војних и добровољачких снага избила је на међународном аеродрому у Доњецку 28. септембра 2014. године, што је изазвало Другу битку за Доњецки аеродром, део текућег рата у регији Донбас у Украјини. Ово је уследило након раније битке за контролу над аеродромом у мају 2014. године, која га је оставила у украјинским рукама. Нова битка покренута је упркос споразуму о прекиду ватре, Минском протоколу, који је постојао од 5. септембра. На почетку битке, аеродром је био последњи део града Доњецка који су држале владине снаге и налази се између сепаратистичке и украјинске линије контроле. Оштре борбе око аеродрома наставиле су се и у новој години, а неке од најгорих борби догодиле су се у јануару 2015. 21. јануара, снаге ДНР-а победиле су владине позиције на аеродрому. Преостале украјинске снаге су или убијене, приморане на повлачење или заробљене.
Током и после битке, тешко је оштећен и Иверски манастир.
Друга битка за Доњецки аеродром је и прва озбиљна акција рата на истоку Украјине у којој су учествовали добровољци из Србије.